# Éditions Parigramme
Les Éditions Parigramme est une maison d'édition indépendante fondée en 1993. Son domaine est presque exclusivement la publication d'ouvrages touristiques, sociologiques ou historiques consacrés à la ville de Paris.

## Historique
La maison d'édition est fondée par François Besse. Grâce à son expérience dans l'édition chez Hachette et Nathan, à des fonds propres et à un prêt bancaire, il crée son entreprise en 1993. Le catalogue de l'éditeur comporte plus de 300 titres sur l'histoire de Paris. Chaque ouvrage, travail de spécialistes du sujet, propose une étude illustrée à visée archéologique, architecturale, urbanistique, sociologique, artistique, touristique ou de vie pratique se rapportant à Paris. Plus récemment, la maison s'est ouverte à la publication de romans dont le cadre et l'intrigue ont un rapport avec Paris de près ou de loin.

## Collections
- Guide du promeneur par arrondissements, les premières publications chez Parigramme.
- Mémoire des rues, un volume par arrondissement exploitant l'iconographie des anciennes cartes-postales de la capitale.

## Aperçu de quelques titres édités
- Danielle Chadych et Dominique Leborgne, Atlas de Paris. Évolution de Paris, , 1999, 200 p.
- Alain Clément et Gilles Thomas [dir.], Atlas du Paris souterrain. La doublure de la Ville lumière, 2001, 200 p.
- Pierre Pinon, Atlas du Paris haussmannien. La ville en héritage du Second Empire à nos jours, 2002, 212 p.[3].
- Dominique Jarrassé, Patrimoine juif parisien, photos de Sylvain Ageorges[4], 2003.
- Paul Tessier, Maisons closes parisiennes, architectures immorales des années 1930, 2010,  (ISBN 9782840966043)
- Gilles Schlesser, La mort n'a pas d'amis, 2013,  (ISBN 9782840968122), roman dans le milieu des surréalistes parisiens en 1925.
- Nadège Maruta, L'Incroyable Histoire du Cancan : Rebelles et insolentes, les Parisiennes mènent la danse, 2014  (ISBN 9782840968597)
- Philippe Lombard, Paris, 100 films de légende, 2018.
- Soraya Aouidad, Paris sans gluten, 2018
- Gilles Schlesser, Paris dans les pas de Patrick Modiano, 2019,  (ISBN 9782373950977)